# 2009年東亞運動會壁球比賽
2009年東亞運動會壁球比賽是本屆東亞運新增的比賽項目，於12月4日至12日在香港壁球中心、香港公園體育館、香港仔網球及壁球中心舉行。共頒發7面金牌。東道主香港在是次比賽中之所有金牌全部奪取，成為大贏家。

## 項目獎牌分佈
| 項目     | 金牌                  | 银牌                  | 铜牌                                          |
| 男子團體 | 香港                  | 日本                  |                                               |
| 男子單打 | 劉少維 ( 香港)        | 李浩賢 ( 香港)        | 李世賢 ( ) · 机伸之介 ( 日本)                 |
| 男子雙打 | 劉少維/顏倫璋 ( 香港) | 鄺于淳/王偉恒 ( 香港)       | 李世賢/李承俊 ( ) · 福井裕太/機伸之介 ( 日本) |
| 女子團體 | 香港                  | 日本                  |                                               |
| 女子單打 | 趙詠賢 ( 香港)        | 歐詠芝 ( 香港)        | 松井千夏 ( 日本) · 小林海咲 ( 日本)           |
| 女子雙打 | 趙詠賢/陳浩鈴 ( 香港) | 歐詠芝/吳嘉韻 ( 香港) | 安恩贊/金真希 ( ) · 金佳惠/宋宜美 ( )         |
| 混合雙打 | 歐詠芝/歐鎮銘 ( 香港) | 趙詠賢/顏倫璋 ( 香港) | 金真希/李世賢 ( ) · 福井裕太/松井千夏 ( 日本) |

## 國家獎牌分佈
| 國家 | 金牌 | 银牌 | 铜牌 |
| 香港 | 7    | 5    | 0    |
| 日本 | 0    | 2    | 5    |
|      | 0    | 0    | 6    |